# Armia Ludowa

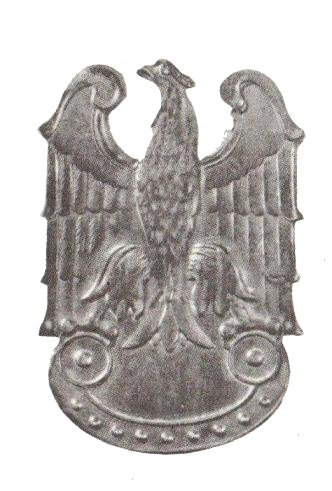
Insigne van de Armia Ludowa

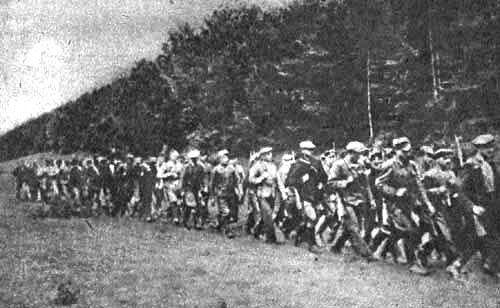
Armia Ludowa nabij Lublin

De Armia Ludowa of AL (Volksleger) was een communistische verzetsbeweging in het door nazi-Duitsland bezette Polen tijdens de Tweede Wereldoorlog. De Armia Ludowa werd opgericht op 1 januari 1944 met als doelstellingen de ondersteuning van het Rode Leger van de Sovjet-Unie in de strijd tegen het Duitse leger en de vestiging van een communistisch bewind in Polen. Naast de rechtse verzetsbeweging NSZ was de Armia Ludowa de enige Poolse verzetsbeweging die weigerde deel te nemen aan de Poolse Ondergrondse Staat en haar militaire tak, de Armia Krajowa.
Polen was in september 1939 als uitvloeisel van het Molotov-Ribbentroppact door de Sovjet-Unie in de rug aangevallen nadat Nazi-Duitsland de aanval op Polen 17 dagen eerder had geopend. Ook na de Duitse inval in de Sovjet-Unie bleven de relaties tussen de Sovjet-Unie en de Poolse regering in ballingschap slecht. In 1943, nadat de massamoord door de Sovjet-Unie op Poolse officieren in Katyn bekend werd, brak de Sovjet-Unie de diplomatieke betrekkingen met de Poolse regering in ballingschap af. De communisten in Polen kwamen wel in verzet tegen de Duitse bezetting en richtten in 1942 de Gwardia Ludowa (GL, Volksgarde) op.
Op 1 januari 1944 werd de Armia Ludowa opgericht door de Sovjet-Unie gesteunde Nationale Raad (Krajowa Rada Narodawa, KRN) als opvolger van de Gwardia Ludowa. Op dat moment had de GL ongeveer 10.000 leden. In juli 1944, toen het Rode Leger al delen van Polen had bezet, had de AL ongeveer 20.000 tot 30.000 leden. De AL bleef echter veel kleiner dan de Armia Krajowa, dat in 1944 ongeveer 300.000 man omvatte. Door de steun van de Sovjet-Unie was de AL echter wel beter bewapend.
Met de oprichting van het Poolse Comité van Nationale Bevrijding (Polski Komitet Wyzwolenia Narodowego PKWN) op 21 juli 1944 werd de AL geïntegreerd met de Poolse strijdkrachten in de Sovjet-Unie en vormde het Poolse Volksleger (Ludowe Wojsko Polskie) dat tot 1989 onder deze naam het leger vormde van de Volksrepubliek Polen.